# Stenen Molen (Everberg)

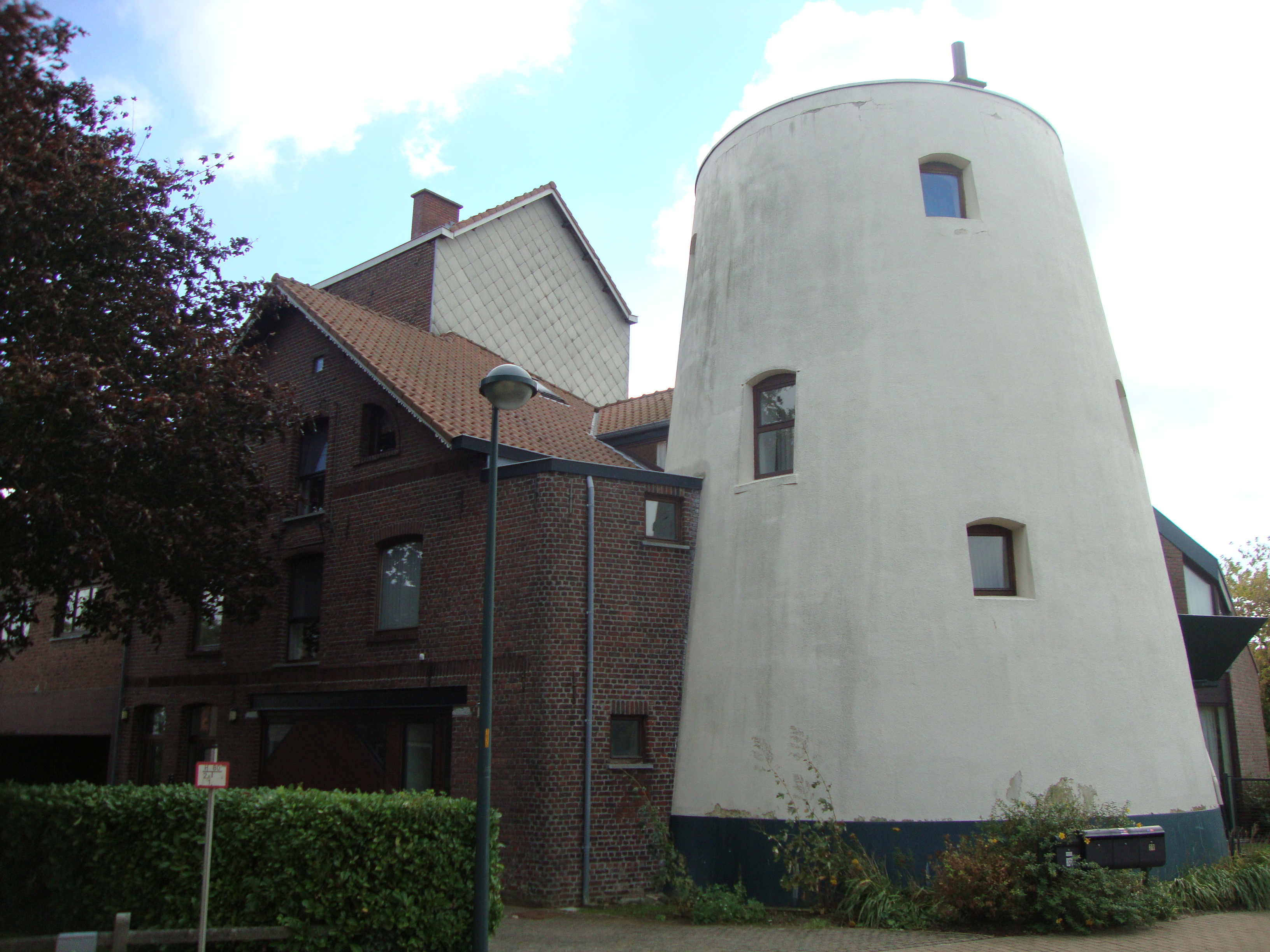
Stenen Molen

De Stenen Molen is een windmolenrestant in de tot de Vlaams-Brabantse gemeente Kortenberg behorende plaats Everberg, gelegen aan de Annonciadenstraat 55.
Deze ronde stenen molen van het type stellingmolen fungeerde als korenmolen.
De molen werd in 1894 opgericht door Karel Lambrechts die 1882 de nabijgelegen Houten Molen, een standerdmolen, had gekocht. Deze brak hij af en gebruikte de materialen voor de nieuwe Stenen Molen
In 1909 werd een gasmotor aangeschaft, er werd eerst tevens nog op de wind gemalen, maar in 1917 werden wieken en kap verwijderd. Deze werden geplaatst op de Witte Molen te Aarschot. Na 1922 werd naast de molen een mechanische maalderij gebouwd. Deze werd na 1973 nog uitgebreid, maar in 1989 werden molen en maalderij omgevormd tot woningen en appartementen.